# تشوه شرياني وريدي
التشوه الشرياني الوريدي  (بالإنجليزية: Arteriovenous malformation)‏ هي وجود اتصال غير طبيعي بين الشرايين والأوردة متجاوزًا بذلك نظام الشعريات الدموية. هذا الشذوذ الوعائي معروف على نطاق واسع بسبب حدوثه في الجهاز العصبي المركزي (تشوهات وريدية شريانية دماغية عادةً) ولكنه من شأنه أن يظهر في أي مكان. بالرغم من أن العديد من التشوهات الشريانية الوريدية تكون غير عرضية؛ يمكن أن تؤدي إلى ألم حاد أو نزف أو مشاكل طبية خطيرة أخرى.
عادةً ما تكون التشوهات الشريانية الوريدية خلقية وأنماط انتقالها جينيًا غير مكتملة، إلا أنه هناك طفرات جينية معروفة (في الخط الظهاري على سبيل المثال أو الجين بّي تي إي إن الكابح للورم)، فتؤدي إلى زيادة في حصولها في أي منطقة من الجسم.

## الأعراض والعلامات
تختلف أعراض المرض وفقًا لموقع التشوه. لا يظهر 88% من الأشخاص المصابين أي أعراض وغالبًا ما يُكتشف التشوه لديهم في سياق تشريح الجثة أو أثناء علاج اضطراب غير متعلق بالتشوه (يُسمى طبيًّا الاكتشاف العرضي)، يمكن في حالات نادرة أن يسبب توسع التشوه أو النزف الدقيق منه ضمن المركبات الدماغية حدوث نوبة صرع أو عجز عصبي أو ألم.
تشمل الأعراض الأشيع للتشوهات الشريانية الوريدية الدماغية الصداعَ ونوبات الاختلاج مع ظهور أعراض أكثر نوعية تعتمد على موقع التشوه والفرد المصاب. تشمل الأعراض المحتملة ما يلي:
- صعوبات حركية تنسيقية بما في ذلك الضعف العضلي وحتى الشلل.
- الدوار (الدوخة).
- الصعوبات الكلامية (الرتة) وصعوبات التواصل مثل الحبسة.
- صعوبات في أنشطة الحياة اليومية مثل اللّاأدائية.
- أحاسيس غير اعتيادية (الخدر أو التنميل أو الألم العفوي).
- مشاكل متعلقة بالتفكير والذاكرة كالتخليط والخرف والهلوسة.

قد تتظاهر التشوهات الشريانية الوريدية الدماغية بعدة أشكال من ضمنها:
- النزف (في 45% من الحالات).
- صداع شديد ذو بدء حاد، يصفه المريض بأنه أسوأ صداع حصل له خلال حياته. اعتماداً على موقع النزف، قد تترافق مع عجز عصبي جديد ثابت. تكون نسبة حدوث نزف تلقائي في التشوهات الشريانية الوريدية غير المتمزقة في الدماغ منخفضة جدًا ونحو 1% سنويًا. بعد أول نزف ترتفع النسبة إلى 5% سنويًا.[3]
- الاختلاج أو الاختلاجات الدماغية (46%) اعتمادًا على موقع التشوه وقد يسبب فقدان رؤية في عين واحدة.
- صداع (34%).
- عجز عصبي تدريجي (21%)، قد يكون ناتجًا عن توسع وعائي أو تأثير جماعي. يعتمد وجود العجز وطبيعته على موقع الآفة والوعاء النازف.[4]

تكون الأعراض لدى المرضى الأطفال:
- ضخامة الرأس.
- قصور القلب.
- بروز أوردة فروة الرأس.

### التشوهات الشريانية الوريدية في الرئة
التشوهات الشريانية الوريدية الرئوية: هي اتصالات غير طبيعية بين الأوردة والشرايين في الدوران الرئوي، ما يؤدي إلى شنط أيمن أيسر. في 29% من الإصابات لا يوجد أعراض، مع ذلك فإنها يمكن أن تؤدي إلى مضاعفات خطيرة بما في ذلك النزف والخمج. ترتبط بشكل شائع بالإصابة بتوسع الشعيرات النزفي الوراثي.

## التشخيص
تُشخص التشوهات الشريانية الوريدية عبر الاستقصاءات الشعاعية التالية:
- التصوير المقطعي المحوسب، وهو إجراء شعاعي غير غازٍ يعتمد على الأشعة السينية لاستعراض البنى التشريحية الدماغية لتحري النزف داخل الدماغ أو حوله. هناك تقنية أحدث تسمى تصوير الأوعية الطبقي المبرمج، تتضمن هذه الطريقة حقنَ مواد ظليلة في الجريان الدموي لمشاهدة شرايين الدماغ. يوفر هذا الاستقصاء أفضل صورة للأوعية الدموية عبر تصوير الأوعية والأنسجة الرخوة بالتصوير المقطعي.
- التصوير بالرنين المغناطيسي وهو إجراء غير غازٍ يعتمد على الحقل المغناطيسي وموجات التردد الراديوية لتقديم رؤية موسعة عن الأنسجة الرخوة في الدماغ
- تصوير الأوعية بالرنين المغناطيسي وهو إجراء يعتمد على تصوير الأوعية الدموية وبنى الدماغ باستخدام الرنين المغناطيسي، ولكن هذا الإجراء يمكن أن يكون غازيًا؛ لأنه يتضمن حقن مواد ظليلة (مثل الغادولينيوم) في الأوعية لدى المريض باستخدام قثطار يُدخل في شريان ويمر عبر الأوعية الدموية إلى الدماغ. بمجرد وضع القثطار في مكانه، تُحقن المادة الظليلة في مجرى الدم وتؤخذ الصور باستخدام الرنين المغناطيسي. إضافة إلى ذلك أو بدلًا من ذلك، يمكن استخدام تقنيات التصوير بالرنين المغناطيسي الخالي من المواد الظليلة أو المعتمد على التدفق في تحديد موقع وخصائص الأوعية الدموية الأخرى.

يمكن أن تظهر التشوهات الشريانية الوريدية في أماكن أخرى من الجسم.
- الدماغ (التشوهات الشريانية الوريدية الدماغية).
- الطحال.[8]
- الرئة.[9][10]
- الكلية[11]
- النخاع الشوكي.[12]
- الكبد.[13]
- الأحياز الوربية.[14]
- القزحية.[15]
- الحبل المنوي.[16]
- الأطراف كالذراع والكتف.

قد تحصل التشوهات الشريانية الوريدية بانعزال أو ضمن تشوه آخر (على سبيل المثال داء فون هيبل لينداو وتوسع الشعيرات النزفي الوراثي)، وقد وُجد أن التشوهات الشريانية الوريدية مرتبطة بتضيق الصمام الأبهري.
يمكن أن يكون النزف الناتج عن التشوهات الشريانية الوريدية خفيفًا أو صارخًا نسبيًا، ويمكن وبنسبة أقل أن يسبب السكتات القاتلة. في حال اكتشاف وجود تشوه شرياني وريدي دماغي قبل حصول السكتة، فعادةً ما تُغلق الشرايين التي تغذي البؤرة لتجنب الخطر. مع ذلك قد يكون العلاج التدخلي خطرًا نسبيًا.

## العلاج
يمكن أن يكون علاج التشوهات الشريانية الوريدية عرضيًا، ويجب أن يتابع المرضى اختصاصيًا في الأمراض العصبية من أجل النوبات الاختلاجية أو الصداع أو الأعراض العصبية البؤرية. قد يتضمن العلاج النوعي للتشوهات الشريانية الوريدية أيضًا التصميم داخل الأوعية أو الجراحة العصبية أو الجراحة الإشعاعية. التصميم هو قطع التروية الدموية عن مكان التشوه باستخدام لفائف أو جزيئات أو أكريليت أو بوليمرات تُدخل بواسطة قثطرة موجهة شعاعيًا، إضافة إلى جراحة الأعصاب أو الجراحة الإشعاعية، ولكن نادرًا ما ينجح في العزل ما عدا التشوهات الشريانية الوريدية الأصغر. يمكن استخدام سكين غاما أيضًا.
تُعالَج التشوهات الشريانية الوريدية الرئوية باستخدام التصميم داخل الأوعية وحده، الذي يُعتبر علاجًا نوعيًا.